# Huangben
Huangben är en köping i sydöstra Kina. Den ligger i Yangshan härad i staden Qingyuan i provinsen Guangdong, omkring 180 kilometer norr om provinshuvudstaden Guangzhou. Antalet invånare är 8 676. Befolkningen består av 4 316 kvinnor och 4 360 män. Barn under 15 år utgör 19,0 %, vuxna 15-64 år 63 %, och äldre över 65 år 16,0 %.